# SNCF
SNCF (аббр. от фр. Société Nationale des Chemins de fer Français, с фр. — «Национальное общество французских железных дорог») — государственное предприятие, оператор железнодорожных перевозок во Франции; также работает в сфере городского транспорта и логистики во Франции и других странах. Штаб-квартира расположена в коммуне Сен-Дени (пригород Парижа).
Имеет статус наблюдателя в Организации сотрудничества железных дорог (ОСЖД). Является одним из акционеров Европейского общества по финансированию закупок железнодорожного подвижного состава.
Около трети оборота компании приносит международный бизнес, в основном в Европе, а также в Китае, США, Австралии.

## История
Первая железнодорожная линия во Франции была проложена в 1827 году между городами Сент-Этьен и Андрезье для транспортировки угля. В 1831 году появился первый паровоз и начались пассажирские перевозки между Сент-Этьеном и Лионом. В августе 1837 года отправился первый поезд из Парижа. В 1841 году появилась первая международная линия, связавшая Страсбург с Базелем. К 1846 году были проложены линии, связавшие Париж с Орлеаном, Руаном и Лиллем. Развитием железнодорожной сети занимались частные компании, роль государства сводилась к выдаче лицензий и регулированию тарифов. Бурное развитие железных дорог началось в период Второй импери, их протяжённость выросла с 3 тыс. км в 1852 году до 17,43 тыс. км в 1870 году (то есть более половины современной сети).
Прямое государственное участие в железных дорогах началось в 1878 году с национализации нескольких небольших частных линий по инициативе Шарля Фрейсине. В следующем году началась реализация плана Фрейсине по прокладке ещё 9 тыс. км путей, к 1914 году протяжённость сети достигла 39 400 км. В 1883 году был запущен Восточный экспресс. В 1910 году началась электрификация путей. Железнодорожная сеть Франции сильно пострадала во время Первой мировой войны, а её восстановлению после войны препятствовал экономический спад, перешедший в Великую депрессию. К 1936 году общий дефицит железнодорожной отрасли страны достиг 36 млрд франков. Между правительством Франции и 5 крупнейшими частными железнодорожными компаниями 31 августа 1937 года было достигнуто соглашение о создании Société Nationale des Chemins de Fer Français (SNCF); соглашение вступило в силу 1 января 1938 года. Частные компании Compagnie du Nord, Compagnie de l’Est, Compagnie du Paris-Lyon-Mediterranée, Compagnie du Paris-Orléans и Compagnie du Midi были объединены с государственными линиями. Правительство имело в SNCF 51 % акций, остальные акции были распределены между бывшими владельцами, которые создали финансовые компании.
За годы Второй мировой войны повреждены были практически все основные линии, восстановление сети проходило полностью под государственным контролем, в 1947 и 1948 годах в работах были задействовано до 500 тыс. человек. С 1950 года началась активная электрификация по разработанной французскими инженерами технологии с использованием напряжения 20 кВ переменного тока. К 1964 году было электрифицировано 7600 км путей (для сравнения в США на то время — 2900 км). При участии SNCF в 1970-х годах велась разработка высокоскоростных поездов Train à Grande Vitesse (TGV). В феврале 1981 года такой поезд на линии Париж — Лион установил рекорд скорости для железных дорог — 380 км/ч, в сентябре того же года началась коммерческая эксплуатация TGV на этой линии. К 1987 году поезда TGV были запущены между Парижем и 43 городами Франции и Швейцарии.
В 1983 году SNCF окончательно перешла под государственный контроль. В начале 1990-х годов компания начала нести значительные убытки — 7,7 млрд франков в 1993 году и 7,68 млрд франков в 1994 году; отчасти это было связано с неокупившимися инвестициями в развитие сети TGV. К середине 1990-х годов долг SNCF достиг 200 млрд франков. В то же время правительство Франции испытывало давление со стороны руководства Евросоюза приватизировать SNCF и открыть железнодорожную сеть для конкуренции. Формальным шагом в этом направлении стало создание в 1997 году компании Réseau Ferré de France, которой была передана сеть железных дорог, а SNCF осталась лишь оператором поездов (но на практике ничего не изменилось). Также в этот период проходило значительное сокращение персонала, с 246 тыс. в середине 1980-х годов до 180 тыс. в 1995 году; этот процесс сопровождался забастовками, самая продолжительная из них была в конце 1986 года. Сокращение долга до 50 млрд франков за счёт государственных вливаний и рост пассажиропотока позволили компании в 2000 году вернуться к прибыли.
В 2008 году была поглощена логистическая компания Geodis; в следующие годы логистическое направление было расширено покупкой ещё нескольких компаний, включая швейцарскую Hupac, польскую Pekaes, сингапурскую Keppel. В апреле 2012 года доля в компании Keolis (операторе городского транспорта) была увеличена до 70 %. Также в 2012 году было создано подразделение автобусов дальнего следования iDBUS, позже переименованное в Ouibus; в 2018 году оно было продано компании BlaBlaCar. В 2013 году была основана дочерняя компания Ouigo для удешевлённых скоростных пассажирских перевозок во Франции, в 2018 году был создан её филиал в Испании Ouigo España. В 2017 году был запущен бренд TGV inOui для высокоскоростных поездов с улучшенным обслуживанием.
В 2020 году была создана холдинговая компания SNCF SA, воссоединившая оператора перевозок SNCF с оператором железнодорожной сети Réseau Ferré de France.

## Собственники и руководство
SNCF полностью принадлежит государству, контроль осуществляется через министерство транспорта и министерство финансов. Компания получает помощь от государства в виде концессий на управление городским транспортом, компенсации за эксплуатацию убыточных железнодорожных линий и прямых вливаний капитала.
Жан-Пьер Фаранду (Jean-Pierre Farandou, род. 4 июля 1957 года) — президент Groupe SNCF и генеральный директор компании SNCF с ноября 2019 года. В SNCF с 1981 года.

## Деятельность
Подразделения Groupe SNCF по состоянию на 2023 год:
- SNCF Voyageurs[англ.] — пассажирские железнодорожные перевозки, 5 млн пассажиров в день; 78 200 сотрудников, выручка 19,2 млрд евро;
- Keolis — метрополитен, трамвай и другой городской транспорт во Франции и ещё 12 странах; 67 800 сотрудников, выручка 7 млрд евро;
- Geodis[фр.] — логистика (перевозка грузов морским, воздушным, автомобильным и железнодорожным транспортом, складские услуги), присутствует в 60 странах; 51 600 сотрудников, выручка 11,6 млрд евро;
- Rail Logistics Europe — железнодорожная логистика в Европе; 9600 сотрудников, выручка 1,7 млрд евро;
- SNCF Réseau[фр.] — управление движением и обслуживание железнодорожной сети; 57 400 сотрудников, выручка 7,6 млрд евро;
- SNCF Gares & Connexions — обслуживание вокзалов и станций, кроме Франции работает в других странах Европы, КНР и Вьетнаме, около 3 тыс. объектов; 5600 сотрудников, выручка 1,9 млрд евро;
- SNCF Holding — общее руководство группой, а также железнодорожная полиция (SUGE) и управление недвижимостью (SNCF Immobilier); 12 600 сотрудников.

Железнодорожная сеть под управлением компании имеет общую протяжённость 28 тыс. км, из них 2700 км составляют высокоскоростные линии TGV. Также под управлением SNCF находятся линии метрополитена общей протяженностью 450 км, из них 330 км автоматизированного метро.
Выручка Groupe SNCF за 2023 год составила 41,8 млрд евро, её распределение по регионам: Франция — 27,4 млрд евро, остальная Европа — 8,1 млрд евро, Северная Америка — 4,4 млрд евро, Центральная Америка — 242 млн евро, Южная Америка — 270 млн евро, Австралия и Океания — 1,2 млрд евро, Азия — 840 млн евро, Ближний Восток — 295 млн евро, Африка — 79 млн евро.
В списке крупнейших компаний мира по размеру выручки Fortune Global 500 за 2024 год Groupe SNCF заняла 341-е место.

## Мониторинг и обслуживание железной дороги
Формально сеть железных дорог находится в собственности Réseau Ferré de France (RFF), но RFF представляет собой финансовую структуру, в связи с чем SNCF осуществляет обслуживание дороги.

## Подвижной состав
Парк подвижного состава насчитывает порядка 700 поездов.

## Техническое обслуживание и ремонт подвижного состава
В рамках SNCF функционирует система технического обслуживания и ремонта подвижного состава, основу которой составляют 39 технических центров.
5 % объёма работ по техническому обслуживанию и ремонту подвижного состава SNCF выполняет для сторонних организаций — ежегодный объём продаж составляет около 100 млн евро (или 5 % общего объёма продаж SNCF, равного 2,2 млрд евро).

## Дочерние компании
- Keolis — транспортное предприятие (доля 70 %)
- Ouigo[англ.] — бюджетная компания, занимающаяся пассажирскими перевозками в пределах Франции. Компания использует модифицированные TGV Duplex, которые рассчитаны на перевозку до 1200 пассажиров. Во всем поезде используется одноклассная компоновка, действуют ограничения по весу багажа. Используются второстепенные вокзалы, которые, как правило, находятся за пределами городов[источник не указан 1746 дней].
- Eurostar Group[англ.] — холдинговая компания, объединяющая операторов высокоскоростных железнодорожных перевозок Eurostar и Thalys (доля 55,78 %).